# Státní znak Lucemburska
Státní znak Lucemburska má tři verze – znak velký, střední a malý.
Velký státní znak: devětkrát stříbrně a modře dělený štít, v něm červený dvouocasý zlatě korunovaný lev se zlatou zbrojí (Lucemburk). Štít převýšen velkovévodskou korunou (královská koruna s oblouky, bez čapky). Štítonoši – dva zpět hledící zlatí dvouocasí korunovaní lvi s červenou zbrojí. Pod štítem zavěšen na stuze klenot Řádu Dubové koruny. Vše položeno na hermelínem podšitý červený plášť, vrcholící velkovévodskou korunou.
Střední státní znak: malý státní znak, držený dvěma zpět hledícími zlatými dvouocasými korunovanými lvy s červenou zbrojí.
Malý státní znak: devětkrát stříbrně a modře dělený štít, v něm červený dvouocasý zlatě korunovaný lev se zlatou zbrojí (Lucemburk). Štít převýšen (nepodšitou) velkovévodskou korunou.

## Historie
Počátky lucemburského znaku se spadají do 1. poloviny 13. století. Nejstarší doložená pečeť je z roku 1236, za vlády hraběte Jindřicha V. Na pečeti se poprvé objevil korunovaný lev na štítu. V roce 1238 byl již štít pečeti Jindřicha V. pruhovaný. Hrabě zřejmě modré pruhy dodal na původní erb, aby naznačil zrod nové dynastie. První lucemburský znak vznikl kombinací znaku vévody z Limburku (červený, dvouocasý lev na stříbrném štítu) a erbu hrabat z Namuru (stříbrná a modrá břevna).

Erb vévody z Limburku, ve zdroji je štít trojhranný (gotický)
Erb Jindřicha VI. (1282–1288)
Lucemburský znak (po roce 1288)

Počet pruhů nebýval přesně dán. Například ve stati heraldika Karla Schwarzenberga Znaky českých vévodství je pole děleno sedmkrát.
Červený lev ve stříbře je znakem hrabat z Limburgu. Když se jejich větev v Lucilimburku (Luxemburg) oddělila jako samostatný panovnický rod, začali štít modře pruhovat jakožto rozlišovací znamení. O jeho původu existují dvě teorie: pruhy byly převzaty buď z pruhované korouhve na jezdecké pečeti hraběte Viléma z roku 1123 nebo z erbu hrabat z Loonu (Loozu) a Grandpré. Ty jsou však zlaté a červené, nikoli stříbrné a modré. Hrabě Jindřich V., řečený Blondýn či Plavovlasý (Der Blonde, le Blond), byl lucemburský hrabě, hrabě z Laroche, markrabě z Arlonu a markrabě namurský. Jindřich byl starším synem hraběnky Ermesindy (1186–1247), jediné dědičky namurského a lucemburského hraběte Jindřicha IV. Slepého a limburského vévody Walrama († 1226). Na jeho náhrobku v klášteře Clairefontaine je červený jednoocasý korunovaný lev v bíle a modře pruhovaném poli. V této podobě je také erb Jana Lucemburského v triforiu svatovítské katedrály.
18. listopadu 1818 byl lucemburský znak potvrzen (s odkazem na dekret nizozemského krále a zároveň lucemburského velkovévody ze dne 20. února 1816). Znak byl tvořen devětkrát stříbrně a modře děleným francouzským štítem, na něm se nacházel červený, zlatě korunovaný dvouocasý lev se zlatou zbrojí, zlatým jazykem a stříbrný mi zuby. Na štít byla posazená vévodská koruna. (není obrázek a obrázek ve zdroji neodpovídá popisu)
Po roce 1839 byl potvrzen znak z roku 1818, koruna však měla pět viditelných oblouků posetých perlami a pět listů ve tvaru trojlistu s perlou uprostřed (velkovévodská koruna). (není obrázek)
V roce 1850 byly do znaku předání štítonoši, dva korunovaní lvi, stojící na arabesce tvořené větévkami. (není obrázek)
Znak Lucemburského velkovévodství byl oficiálně zaveden (ve třech variantách – velký, střední a malý) zákonem o národních symbolech dne 23. června 1972 (LOI SUR LES EMBLEMES NATIONAUX). Zákon byl zveřejněn 16. srpna 1972 v Úředním listu Lucemburského velkovévodství (Memorial. Journal Officiel du Grand-Duché de Luxembourg A-N⁰  51).

## Velkovévodský znak

Velký znak lucemburského velkovévody

Velký velkovévodský erb je odlišný od velkého státního znaku. 7. října 2000 abdikoval po 36 letech vlády velkovévoda Jean ve prospěch svého syna, dědičného velkovévody (S.A.R. le Grand-Duc héritier) Jindřicha. O několik měsíců později, 23. června 2001 stanovil nový panovník, velkovévoda Jindřich, ve spolupráci s Heraldickou komisí, svůj velký erb velkovévodským výnosem (par arrêté grand-ducal): čtvrceno, I a IV Luxemburk, tj. v poli pruhovaném („burelé“) stříbrně a modře, červený dvouocasý lev (la queue fourchue et passée en sautoir) se zlatou zbrojí a korunou, a II a III Nasavsko/Nassau, tj. v modrém poli, posypaném zlatými šindeli zlatý korunovaný lev s červenou zbrojí. Srdeční štítek parmských Bourbonů, tj. v modrém poli tři (2, 1) zlaté lilie, červený lem štítku s osmi stříbrnými mušlemi (posées en orle). Štít je převýšen královskou korunou (sic!) a ovinut stuhou a křížem Řádu Dubové koruny (de l’ordre de la Couronne de chêne). Štítonoši jsou vpravo korunovaný dvouocasý zpět hledící zlatý lev s červenou zbrojí, vlevo korunovaný zpět hledící zlatý korunovaný lev s červenou zbrojí. Každý ze lvů drží lucemburský prapor se zlatým třepením. Vše je položeno na purpurový plášť, podšitý hermelínem, lemovaný zlatě, opatřený zlatým třepením a šňůrami, a vrcholící královskou korunou. Prapory přesahují nad plášť.
- Podle informační brožury lucemburské vlády „A Propos – des armoiries de S.A.R. le Grand-Duc de Luxembourg“ vyžaduje nový erb velkovévody několik vysvětlivek.
- Velkovévoda Henri je prvním monarchou z dynastie Nassau-Weilbourg v Lucembursku, který nechal zveřejnit svůj erb v úředním věstníku Memorial. Změny oproti erbu jeho otce jsou patrné:

1. znak Lucemburska zaujímá čestné místo ve čtvrceném štítě (1. a 4. pole). Velkovévoda je prvé řadě hlavou lucemburského státu.
2. Štít již není dělen na 16 polí, které by zobrazovaly někdejší državy Nasavských jako velký znak z 19. století. Nový emblém představuje jen ta nejdůležitější pole: Luxemburk a Nassau.
3. Štítek s erbem Bourbon-Parma připomíná rodinný původ velkovévody Jindřicha: tři lilie bývaly znakem francouzských králů, červený lem[5] byl rozlišovacím znamením (la brisure) Filipa z Anjou, vnuka Ludvíka XIV. a krále španělského. Stříbrné mušle na lemu štítu tvořily brisuru erbu parmských vévodů, Filipových potomků. Velkovévoda Henri je potomkem Krále Slunce v přímé linii.
4. Přílby a klenoty starého velkého znaku, což byl zvyk v 19. století, byly nahrazeny královskou korunou.
5. Kolem štítu jsou zavěšeny insignie národního řádu Dubové koruny. To symbolizuje, že velkovévoda je hlavou lucemburského státu.

Malý znak velkovévody: čtvrceno, 1. a 4. pole Luxemburg, 2. a 3. pole Nassau. Štít zdoben královskou korunou.
Střední znak velkovévody: čtvrceno, 1. a 4. pole Luxemburg, 2. a 3. pole Nassau. Štítonoši – vpravo zlatý korunovaný zpět hledící dvouocasý lev s červenou zbrojí, vlevo zlatý korunovaný zpět hledící lev s červenou zbrojí. Štít zdoben královskou korunou.
Malý a střední velkovévodský erb byly stanoveny již výnosem ze 23. února 2001. Podle článku 3 tohoto výnosu si velkovévoda Jean podrží dosavadní erb.
Erb velkovévody Jeana odpovídá střednímu znaku velkovévody Henriho, ale s opačným pořadím polí – nasavští lvi jsou v 1. a 4. poli, lucemburští ve 2. a 3.

## Historický velký znak velkovévodů z rodu Nassau (1898)

Velký znak velkovévodů lucemburských a vévodů nasavských

Popis nasavského domácího erbu: Štít je dělen trojím dělením a trojím štípením/polcením na 16 polí, z nichž 4 vnitřní (6, 7, 10, 11) tvoří střední štít. Ten jest čtvrcen: 1 a 4 rodový erb Nassau: V modrém zlatými šindeli posypaném poli žlutý (!) korunovaný lev. 2 a 3 znak velkovévodství Luxemburg. V bíle (!) a modře devětkrát děleném štítě žlutě korunovaný červený lev.
Hlavní štít je tvořen čtyřmi skupinami a sice:
a. na paměť starší Weilburské větve tři pole:
1. Saarbrücken: V modrém žlutými zabodnutými jetelovými křížky posypaném poli žlutě korunovaný bílý lev.
2. Merenberg: V zeleném vždy třemi žlutými křížky provázený žlutý ondřejský kříž.
3. Weilnau: Ve žlutém dva červení kráčející levharti.
b. na paměť starší Saarbrückenské linie čtyři pole:
4. Moers: Ve žlutém černé břevno.
8. Saarwerden: V černém bílý (dvouhlavý) orel se žlutou zbrojí.
12. Lahr: Ve žlutém červené břevno.
16. Mahlberg: Ve žlutém červeně korunovaný černý lev.
c. na paměť Otonské větve (pokolení) tři pole:
5. Catzenelnbogen: Ve žlutém červený levhart.
9. Dietz: V červeném dva žlutí kráčející levharti.
13. Vianden: V červeném bílé břevno.
d. na památku poslední purkraběnky na Kirchbergu, Luisy, choti knížete Friedricha Wilhelma zu Nassau Weilburg a na Dům spadlé hrabství Hachenburg dvě pole:
14. Kirchberg: V bílém tři černé kůly.
15. Sayn: V červeném žlutý levhart (ve skoku).
Helmy: ve středu vpravo je helm Nasavských (Walramovského pokolení), vlevo Lucemburských. Vpravo se připojují helmy Saarbrückenu a Moersu, vlevo helmy Dietzu a Saynu, odpovídající čtyřem skupinám v hlavním štítě. Pokračujeme zprava doleva.
1. Moers: Korunováno. Žlutá hlava věžníka s černým, bíle vroubeným obojkem s bílým kroužkem. Přikryvadla: černo-žlutá.
2. Saarbrücken: Bíle a černě dělené křídlo. Přikryvadla: černo-bílá.
3. Nassau: Červeně korunovaný žlutý sedící lev mezi dvěma modrými, žlutými šindeli posypanými rohy. Přikryvadla: modro-žlutá.
4. Luxemburg: Černá křídla (recte: se zlatými cetkami!) Přikryvadla: modro-bílá.
5. Dietz: Černé křídlo s červeným kotoučem, na němž jsou žlutí levharti ze štítu. Přikryvadla: žluto-červená.
6. Sayn: Korunováno. Žlutá tatarská čepice. Přikryvadla červeno-žlutá. 
Štítonoši: Dva na žluté římse stojící zpět hledící žlutí lvi s heraldickými korunami.
Vše obklopuje hermelínem podšitý žlutými třásněmi a šňůrami zdobený purpurově červený královský stan s královskou korunou.
Popis převzat a přeložen z výnosu/Erlass velkovévody Adolfa ze dne 29. července 1898 (zámek Hohenburg), zveřejněného na stránkách Huberta de Vries. Erb se od 60. let. 20. století nepoužívá a nahradil jej velký znak velkovévody Jindřicha.